# Lippen (Lohsa)
Lippen, obersorbisch Lipinyⓘ, ist der östlichste Ortsteil der sächsischen Gemeinde Lohsa im Landkreis Bautzen. Es zählt zum offiziellen sorbischen Siedlungsgebiet in der Oberlausitz.

## Geographie

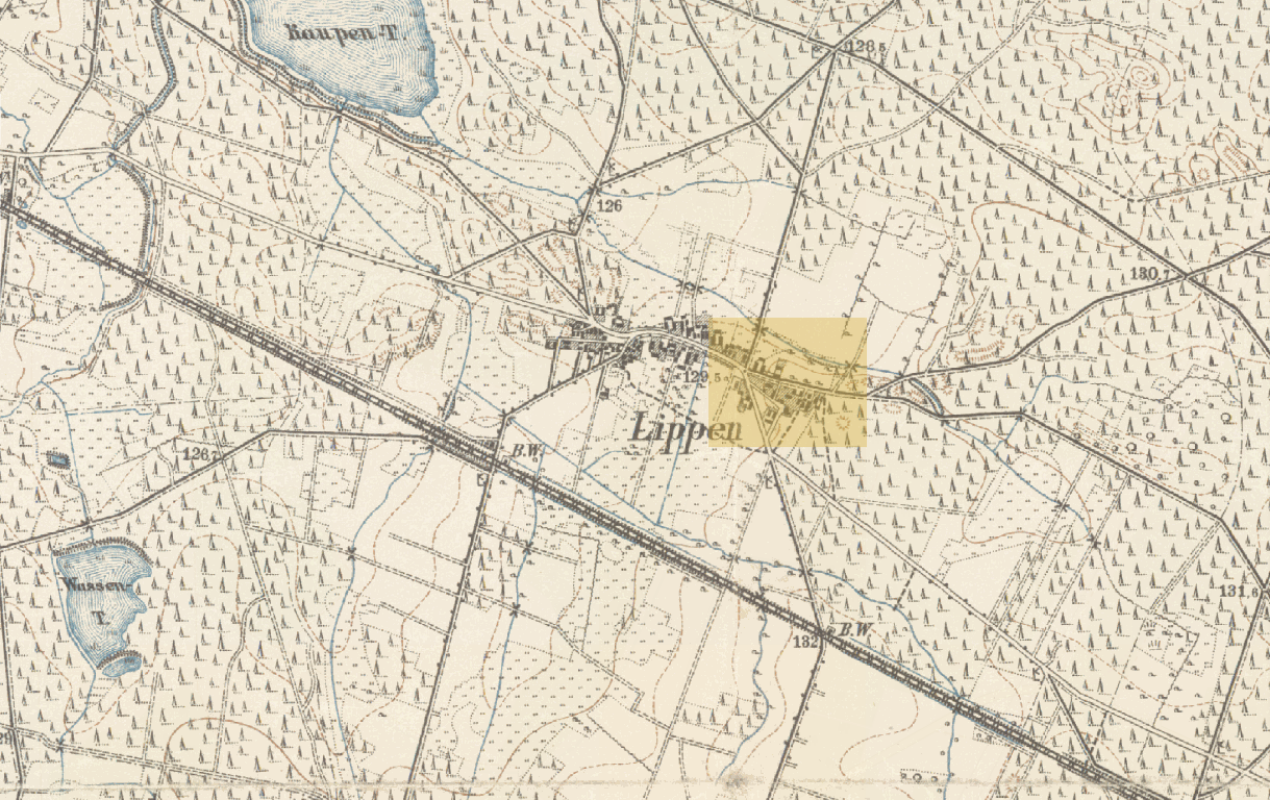
Lippen auf dem Messtischblatt von 1912. Markiert ist der östliche Dorfteil, der nicht abgebaggert wurde.

Lippen liegt in einer Tagebaufolgelandschaft im südöstlichen Teil des Lausitzer Seenlands im Zentrum des von der Kleinen Spree im Westen und der Großen Spree im Osten aufgespannten ersten großen Binnendeltas der Spree.
Umgebende Ortschaften sind Bärwalde im Nordosten, Uhyst im Südosten, Drehna im Süden, Driewitz und Litschen im Südwesten, Lohsa im Westen und Dreiweibern im Nordwesten. Zwischen Lohsa und Lippen lag der 1960 abgebrochene Ort Ratzen, nördlich von Lippen lag der ebenfalls 1960 abgebrochene Ort Kolpen.
Östlich des Ortes verläuft die aus Boxberg/O.L. kommende Bundesstraße 156.

## Geschichte

### Ortsgeschichte
Das Dorf wird 1375 erstmals urkundlich erwähnt. Eingepfarrt ist Lippen spätestens seit dem 16. Jahrhundert nach Lohsa.
Das Rittergut ist erstmals am 8. November 1610 urkundlich belegt, als es Christoph von Geoda an seinen Sohn Albrecht verkauft. Bereits im Folgejahr kauft Hans von Warnsdorf das Gut, dessen Sohn Hans Georg von Warnsdorf es 1624 wieder veräußert. Käufer ist Gotthard Magnus von Gersdorff.
Lippen fällt 1656, knapp ein Jahrzehnt nach dem Ende des Dreißigjährigen Krieges (1618–1648) an den sächsischen Kurfürsten, der das Gut 1659 an Hans Rudolph von Metzradt auf Uhyst verkauft. Seitdem ist Lippen eine Uhyster Pertinenz.
Die Lausitz, seit dem Prager Frieden von 1635 zu Sachsen gehörig, wird 1815, infolge der sächsischen Beteiligung an den Befreiungskriegen auf französischer Seite, geteilt. Die Niederlausitz wird der preußischen Mark Brandenburg angegliedert und der größere nordöstliche Teil der Oberlausitz kommt zur preußischen Provinz Schlesien. Einen Sonderfall stellt die Region um Hoyerswerda dar, der auch Lippen angehört. Diese gehört bis 1825 zum brandenburgischen Landkreis Spremberg und wird erst in jenem Jahr als Landkreis Hoyerswerda aus diesem herausgelöst und der Provinz Schlesien angeschlossen.
Zu Pfingsten 1932 breitet sich ein Brand durch starken Wind rasch aus, so dass beinahe das halbe Dorf abbrennt.
Im April 1945 sind bis auf zwei Eheleute alle Dorfbewohner auf der Flucht, als Lippen gegen Ende des Zweiten Weltkrieges stark umkämpft wird. Nachdem es von der Sowjetischen Armee eingenommen wird, kann das Panzerkorps „Großdeutschland“ das Dorf noch einmal zurückerobern, verliert es jedoch kurze Zeit später wieder. Allein auf deutscher Seite fallen mindestens 72 Soldaten bei den Kämpfen um Lippen.
In der Bodenreform nach Kriegsende werden rund 431 Hektar Land neu aufgeteilt. Davon erhält die Gemeinde knapp 250 Hektar, der Rest wird auf Siedler verteilt. Wie auch andernorts erfolgt in Lippen 1960 eine Zwangskollektivierung zur LPG, die mit Repressalien gegen bislang nichtkollektivierte Bauern verbunden ist.

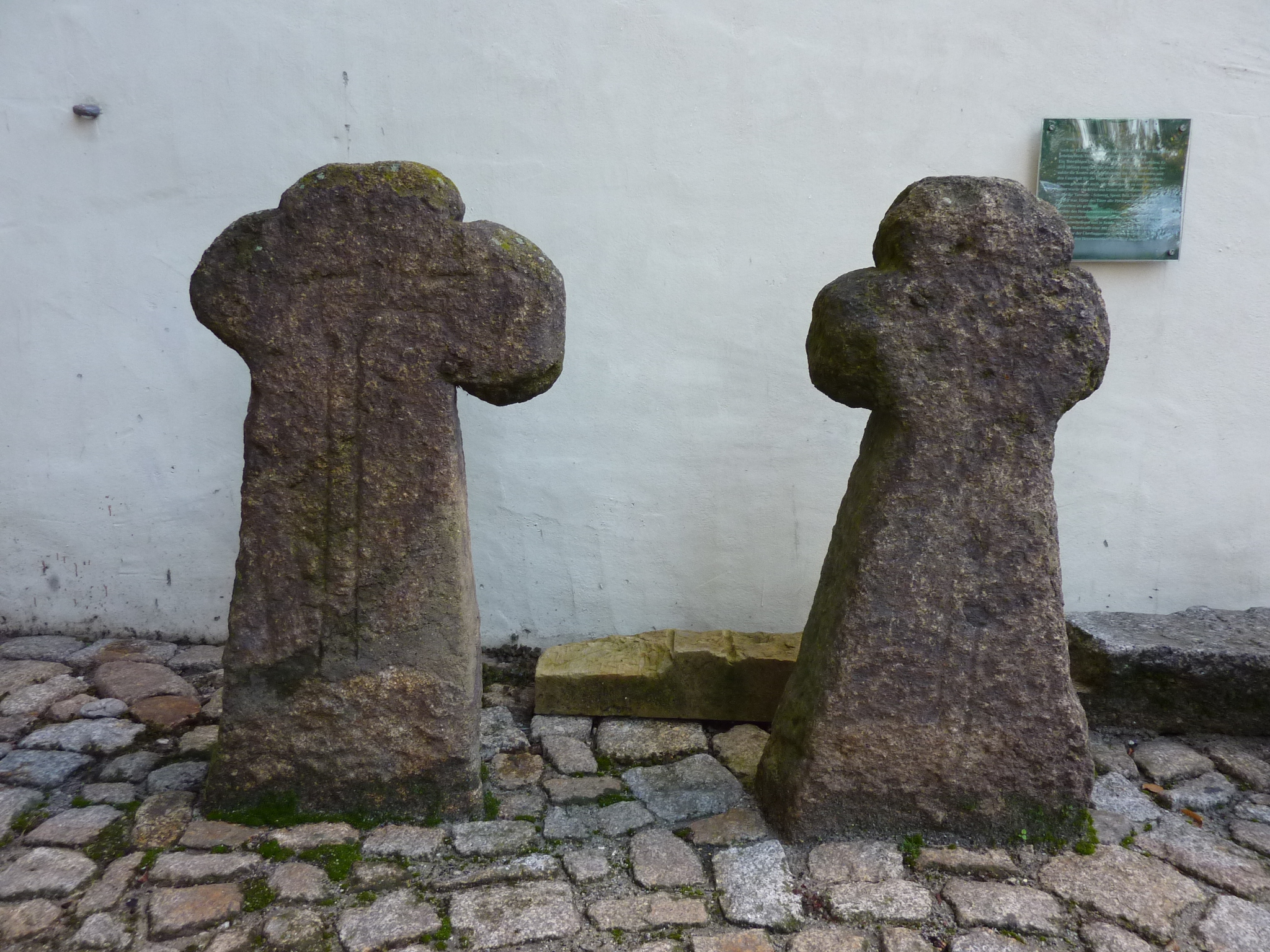
Links das Steinkreuz von Lippen, rechts das von Scado

Bereits gegen Ende der fünfziger Jahre zeichnet sich eine Umsiedlung des Großteils der Dorfbewohner zugunsten des Tagebaus Glückauf III ab. Der Soldatenfriedhof wird umgebettet und in den Jahren 1959 bis 1962 werden die Gehöfte abgerissen und kurz darauf überbaggert. Im März 1963 erreicht die Förderbrücke die ehemalige Dorfstraße. Das Steinkreuz, das in Lippen stand, wurde 1960 in das Schloss Hoyerswerda umgesetzt. Auf dem Steinkreuz ist eine Axt eingraviert.
Am 1. Mai 1974 wird Lippen nach Uhyst eingemeindet. Als 1995 in der Gemeinde Uhyst die Bürger befragt werden, ob sie nach der Auflösung des Landkreises Hoyerswerda statt zum Landkreis Kamenz lieber zum Niederschlesischen Oberlausitzkreis gehören wollen, entscheidet sich nur im Ortsteil Lippen eine Mehrheit für den Landkreis Kamenz. Dadurch wird Lippen zum 1. Januar 1996 nach Lohsa umgemeindet, wobei jedoch rund zwei Drittel der Gemarkung (unbewohnt) bei Uhyst verbleiben.

### Bevölkerungsentwicklung
| Jahr | Einwohner |
| ---- | --------- |
| 1825 | 165       |
| 1871 | 214       |
| 1885 | 235       |
| 1905 | 212       |
| 1925 | 229       |
| 1939 | 195       |
| 1946 | 206       |
| 1950 | 222       |
| 1964 | 87        |
| 1996 | 46        |
| 2007 | 70        |
| 2007 | 78        |

Im Jahr 1777 sind für Lippen 7 besessene Mann, 5 Gärtner und 16 Häusler belegt. Zwei weitere Wirtschaften sind wüst. Diese Bevölkerungsstruktur dürfte bis ins frühe 19. Jahrhundert unverändert geblieben sein, da für das Jahr 1815 in Lippen 14 Rauche belegt sind. Entsprechend teilen sich je zwei Wirtschaften eine Feuerstelle.
Gegen Mitte des 19. Jahrhunderts kommt es zu einem Bevölkerungsanstieg, die Einwohnerzahl erhöht sich von 165 im Jahr 1825 auf 214 im Jahr 1871 und weiter auf 235 im Jahr 1885. In diesem Jahr ermittelt Muka in der Bevölkerung nur vier Deutsche, der Rest ist gänzlich sorbisch.
Bis zu Beginn des Zweiten Weltkriegs pendelt die Bevölkerungszahl und unterschreitet mit 1939 mit 195 Einwohnern die 200er-Marke. Nach Kriegsende siedeln sich Flüchtlinge und Vertriebene aus den ehemaligen Ostgebieten an, so dass die Zahl bereits 1946 wieder über 200 liegt und 1950 das Niveau der Zwischenkriegszeit erreicht. Nach Ernst Tschernik sprachen 1956 noch immer drei Viertel der Bevölkerung Sorbisch. Seither ist der Gebrauch der Sprache stark zurückgegangen.
Durch den heranrückenden Tagebau verlässt ein Großteil der Bevölkerung den Ort. Die amtliche Umsiedlerzahl wird mit 95 Personen angegeben, von denen nur 4 innerhalb von Lippen umziehen. Nicht enthalten sind die Umsiedler, die Lippen bereits vorher verlassen. Dadurch sinkt die Einwohnerzahl innerhalb von 14 Jahren um fast zwei Drittel von 222 auf 87.
In der Folgezeit sinkt die Einwohnerzahl weiter, bei der Umgemeindung 1996 werden nur noch 46 Einwohner in Lippen ermittelt. Seitdem ist die Einwohnerzahl auf 78 im Jahr 2009 gewachsen.

### Ortsname
Neben der Ersterwähnung by der Lypen (1375) sind als Namensformen unter anderem Lippe (1519), Lippa (1531), Lippen (1541) und Lyppenn (1571) urkundlich übermittelt. Als sorbische Namensformen finden sich Lippiny und Lipiny. Ernst Eichler leitet den Namen vom altsorbischen Wort lipina „Lindengehölz“ ab, das sich auf lipa „Linde“ zurückführen lässt. Er ist auch der Meinung, dass die Pluralbildung des sorbischen Namens erst spät einsetzt.